# Arbellara
Arbellara é uma comuna francesa na região administrativa de Córsega, no departamento de Córsega do Sul. Estende-se por uma área de 11,29 quilômetros quadrados. 